# Mistrzostwa Polski w Narciarstwie Alpejskim 2021
Mistrzostwa Polski w Narciarstwie Alpejskim 2021, właśc. Międzynarodowe Mistrzostwa Polski w Narciarstwie Alpejskim 2021 – 90. edycja mistrzostw, która odbyła się na trasie Palenica 1 w Szczawnicy w dniach 29–31 stycznia 2021 roku (slalom, slalom równoległy, slalom gigant) oraz na trasie Doliny III w Szczyrku 11 marca 2021 roku (pozostałe konkurencje). Wraz z zawodami w Szczawnicy odbyły się mistrzostwa Polski juniorów, natomiast wraz z zawodami w Szczyrku odbył się FIS Race.

## Medaliści

### Mężczyźni
| Konkurencja       | Złoto                                         | Wynik   | Srebro                                        | Wynik   | Brąz                                     | Wynik   |
| Slalom            | Michał Michalik AZS-AWF Katowice              | 1:54,15 | Paweł Pyjas AZS-AWF Katowice                  | 1:54,73 | Bartłomiej Sanetra MKS Skrzyczne Szczyrk | 1:55,85 |
| Slalom gigant     | Paweł Pyjas AZS-AWF Katowice                  | 1:43,23 | Szymon Bębenek AZS Zakopane                   | 1:44,22 | Bartłomiej Sanetra MKS Skrzyczne Szczyrk | 1:44,65 |
| Supergigant       | Nicholas Czarnik KS F2DawidekTeam.pl Zakopane | 1:10,77 | Bartłomiej Sanetra MKS Skrzyczne Szczyrk      | 1:11,84 | Szymon Bębenek AZS Zakopane              | 1:12,07 |
| Kombinacja        | Bartłomiej Sanetra MKS Skrzyczne Szczyrk      | 1:50,65 | Nicholas Czarnik KS F2DawidekTeam.pl Zakopane | 1:51,39 | Bartosz Szkoła Mitan Ski Zakopane        | 1:51,54 |
| Slalom równoległy | Paweł Pyjas AZS-AWF Katowice                  |         | Michał Michalik AZS-AWF Katowice              |         | Bartosz Szkoła Mitan Ski Zakopane        |         |

### Kobiety
| Konkurencja       | Złoto                                | Wynik   | Srebro                               | Wynik   | Brąz                           | Wynik   |
| Slalom            | Patrycja Florek KS Narciarnia        | 2:01,81 | Maja Chyla KS Yeti                   | 2:03,90 | Oliwia Wróbel Team MB Szczyrk  | 2:04,51 |
| Slalom gigant     | Magdalena Łuczak Mitan-Ski Zakopane  | 1:43,80 | Maja Chyla KS Yeti                   | 1:47,31 | Zofia Zdort NKN Warszawa       | 1:48,07 |
| Supergigant       | Katarzyna Wąsek SRS Czantoria Ustroń | 1:13,58 | Oliwa Wróbel Team MB Szczyrk         | 1:14,79 | Joanna Książek Team MB Szczyrk | 1:15,83 |
| Kombinacja        | Oliwa Wróbel Team MB Szczyrk         | 1:56,52 | Katarzyna Wąsek SRS Czantoria Ustroń | 1:56,88 | Joanna Książek Team MB Szczyrk | 1:58,26 |
| Slalom równoległy | Maja Chyla KS Yeti                   |         | Patrycja Florek KS Narciarnia        |         | Aniela Sawicka MMS Dendyski    |         |